# スタートレックII カーンの逆襲
『スタートレックII カーンの逆襲』（スタートレックツー カーンのぎゃくしゅう、Star Trek II: The Wrath of Khan）は、1982年のアメリカ映画。『宇宙大作戦』のレギュラーを中心とした『スタートレック』の劇場版第2作。劇場公開時の邦題は『スター・トレック2 カーンの逆襲』。

## ストーリー
建造から20年がたち老朽化したU.S.S.エンタープライズ号は練習艦となりカーク提督は地上任務に戻り、スポックはエンタープライズの艦長となっていた。今回の任務は、カーク提督の査察のもと候補生達を乗せて訓練航海に出航する平穏なもののはずだった。しかしその頃、20世紀の遺伝子工学によって生まれた優生人類カーンたちは連邦艦U.S.S.リライアント号を乗っ取り、かつてカーク船長らによって追放されていた流刑星からの脱出を果たしていた。カーンはマーカス博士たちが研究していた計画、命のない不毛の星に生命を誕生させる「ジェネシス計画」の存在を知り、それを狙っていた。生命を生み出す力を持つ一方で大いなる破壊力をも合わせ持つジェネシス装置を奪い宇宙を支配し、カーク提督への復讐を果たすべくカーンの攻撃が始まる。

## 登場人物

### ゲストキャラクター
カーン・ノニエン・シン
TVシリーズの「宇宙の帝王」（"Space Seed"）に登場した人物。
キャロル・マーカス
ジェネシス計画を進める科学者。
デビッド・マーカス
キャロル・マーカスの息子で助手。
サーヴィック
バルカン人の士官候補生。

## みどころ
テレビシリーズで救助したエンタープライズ号を乗っ取り、アルファー星系（セティ・アルファ）の第五惑星に追放されたカーン、敵役でありながら人気の高かった超人類カーンが登場する。テレビシリーズ同様カーン役をリカルド・モンタルバンが演じ、また特撮映画ならではの宇宙戦艦同士の迫力ある戦闘シーンや、短時間で生命のある惑星を生み出すジェネシス計画（テラフォーミング）等、SF映画ファンのみならず楽しめる作品になっている。監督は6作目と同じニコラス・メイヤー。
メイヤー監督の発案により、この作品から「キャラクターが年をとったことを隠さない」方針がシリーズに持ち込まれた。結果として、人生・成長・老いが物語に深く関わるようになり、『新スタートレック』以降のシリーズにも受け継がれている。
本作からエンタープライズ号乗組員のユニフォームは赤を基調にしたデザインに一新され、以降劇場版6作目まで使用された。
この作品ではコンピュータ・グラフィックスによってジェネシス計画の概念映像が作成された。担当したのはピクサー・アニメーション・スタジオの創立メンバーとなるエドウィン・キャットマル、アルヴィ・レイ・スミスらILM（当時は「スプロケット・システムズ」と呼ばれていた）に在籍していたCGアニメーターである。
カーンがチェコフに対して「お前は見た事があるな」と言っているが、カーンがテレビシリーズに登場したのはチェコフの登場する前の第1シーズンの話であり内容に矛盾が生じている。

## キャスト
| 役名                   | テレビ版での役名 （日本） | 俳優                                              | 日本語版                                                                                             | 日本語版                                                     |
| 役名                   | テレビ版での役名 （日本） | 俳優                                              | 日本テレビ版 （追加収録部分）                                                                        | ソフト版                                                     |
| ---------------------- | ------------------------- | ------------------------------------------------- | --- | ------------------------------------------------------------ |
| ジェームズ・カーク     | カーク船長                | ウィリアム・シャトナー                            | 矢島正明                                                                                             | 矢島正明                                                     |
| スポック               | Mr.スポック               | レナード・ニモイ                                  | 瑳川哲朗                                                                                             | 菅生隆之                                                     |
| レナード・マッコイ     | Dr.マッコイ               | ディフォレスト・ケリー                            | 山内雅人                                                                                             | 小島敏彦                                                     |
| モンゴメリー・スコット | チャーリー                | ジェームズ・ドゥーアン                            | 小林修                                                                                               | 小林修                                                       |
| ウフーラ               | ウラ                      | ニシェル・ニコルズ                                | 川島千代子                                                                                           | 朴璐美                                                       |
| ヒカル・スールー       | 加藤                      | ジョージ・タケイ                                  | 富山敬 （坂東尚樹）                                                                                  | 坂東尚樹                                                     |
| パベル・チェコフ       | チェコフ                  | ウォルター・ケーニッグ                            | 曽我部和恭                                                                                           | 樫井笙人                                                     |
| キャロル・マーカス博士 | マーカス                  | ビビ・ベッシュ                                    | 此島愛子                                                                                             | 相沢恵子                                                     |
| デビッド・マーカス博士 |                           | メリット・バトリック                              | 堀秀行 （坂東尚樹）                                                                                  | 田島康成                                                     |
| サーヴィック大尉       |                           | カースティ・アレイ                                | 駒塚由衣                                                                                             | 安藤麻吹                                                     |
| クラーク・テレル艦長   |                           | ポール・ウィンフィールド                          | 壤晴彦                                                                                               | 楠見尚己                                                     |
| カーン・ノニエン・シン | カーン                    | リカルド・モンタルバン                            | 大木民夫                                                                                             | 大木民夫                                                     |
| ヨアキム               |                           | ジャドスン・スコット                              | 納谷六朗                                                                                             |                                                              |
| カイル中佐             |                           | ジョン・ウィンストン                              | 嶋俊介                                                                                               |                                                              |
| ビーチ                 |                           | ポール・ケント                                    | 加藤正之                                                                                             |                                                              |
| その他声の出演         | その他声の出演            | その他声の出演                                    | 麦人 小島敏彦 西村知道 横尾まり 羽村京子 古田信幸 追加収録部分 真殿光昭 湯屋敦子 樫井笙人 佐藤美智子 | 石井隆夫 林一夫 小形満 清水敏孝 上田燿司 戸部順子 小林麻由子 |
| 日本語版制作スタッフ   |                           |                                                   | |                                                              |
| 演出                   | 演出                      | 演出                                              | 佐藤敏夫                                                                                             | 佐藤敏夫                                                     |
| 翻訳                   | 翻訳                      | 金田文夫（劇場用字幕） 木原たけし（ソフト用字幕） | 岩佐幸子 中村久世                                                                                    | 岩佐幸子 中村久世                                            |
| 調整                   | 調整                      | 調整                                              | 小野敦志                                                                                             | 上村利秋                                                     |
| 効果                   | 効果                      | 効果                                              | 遠藤堯雄 桜井俊哉                                                                                    |                                                              |
| 制作                   | 制作                      | 制作                                              | 東北新社                                                                                             | スタジオ・エコー                                             |
| 初回放送 ソフト収録    | 初回放送 ソフト収録       | 初回放送 ソフト収録                               | 1985年4月17日 『水曜ロードショー』 LD・DVD収録                                                       | DVD・BD収録                                                  |

- 日本テレビ版：劇場公開版を吹き替えたもの。ヴァルカン語のセリフも全て日本語に吹替られている。（モノラル音声）
- ソフト版：ディレクターズカット版を吹き替えたもの。ヴァルカン語のセリフも全て日本語に吹替られている。（5.1chサラウンド音声）

## スタッフ
- 監督：ニコラス・メイヤー
- 製作脚本：ハーブ・ベネット
- 音楽：ジェームズ・ホーナー
- SFX：インダストリアル・ライト&マジック
- 創作 顧問：ジーン・ロッデンベリー